# Termopauza

A légkör szerkezete

Termopauza egy átmeneti réteg a termoszféra és a exoszféra között. Magassága körülbelül 500-1000 kilométer közötti, az aktuális napsugárzás erősségétől függően. Hőmérséklete elérheti az 1000 °C-ot. A szó görög eredetű: a aθερμός, thermós (meleg, forró) szóból és a pauein (befejezni) szóból alakult ki.

## A pauzák kialakításának elve
Az atmoszférát különböző rétegekre bonthatjuk, ezek a különböző szférák. A különböző szféráknak az elhatárolódási alapja a hőmérséklet magasság szerinti viselkedése. Az egyes szinteket ott határoljuk el egymástól, ahol a hőmérséklet csökkenése vagy növekedése ellenkező irányú folyamatba vált át. A szférákat elválasztó rétegeket pauzák különítik el egymástól. Másképpen határfelületnek is tekinthetők. A pauzák az alattuk lévő szféra nevét viselik, így négy pauza van: tropopauza, sztratopauza, mezopauza, termopauza.

## Lásd még
- Meteorológia